# Volcán San Martín
Volcán San Martín eller San Martin Tuxtla är en vulkan i Mexiko.   Den ligger i delstaten Veracruz, i den sydöstra delen av landet, 400 km öster om huvudstaden Mexico City. Toppen på Volcán San Martín är 1 667 meter över havet.
Terrängen runt Volcán San Martín är huvudsakligen lite bergig. Volcán San Martín är den högsta punkten i trakten. Runt Volcán San Martín är det ganska tätbefolkat, med 139 invånare per kvadratkilometer. Närmaste större samhälle är San Andres Tuxtla, 12,2 km söder om Volcán San Martín. I omgivningarna runt Volcán San Martín växer i huvudsak städsegrön lövskog.